# Lac Nicaragua

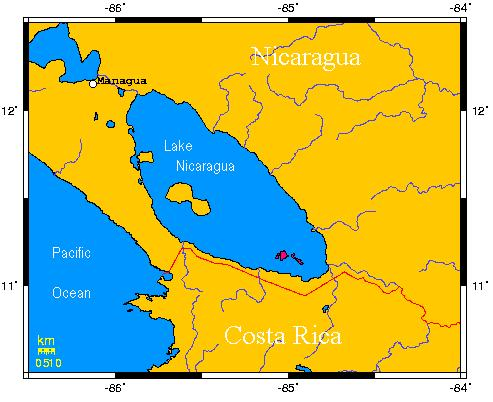
Lac Nicaragua

Le lac Nicaragua est un lac d'eau douce d'Amérique centrale, entièrement situé au Nicaragua.

## Dénominations
Le lac Nicaragua est également appelé :
- Grand Lac Nicaragua ;
- Lac de Nicaragua (en espagnol : Lago de Nicaragua) ;
- Lac Cocibolca (en espagnol : Lago Cocibolca) ;
- Lac de Granada (en espagnol : Lago de Granada) ;
- Mer Douce (en espagnol : Mar Dulce) ;
- Lac Doux (en espagnol : Lago Dulce) ;
- Grand Lac (en espagnol : Gran Lago) ;
- Grand Lac doux (en espagnol : Gran Lago Dulce) ;
- plus rarement lac du Nicaragua.

Les dénominations les plus courantes, au Nicaragua, sont Lago Cocibolca et Lago Dulce (ce dernier nom se référant évidemment à ses eaux douces).
Le nom Cocibolca proviendrait du nahuatl coalt-pol-can signifiant « lieu du grand serpent ».

## Géographie
Le lac couvre une superficie de 8 264 km2, faisant de lui le troisième plus grand lac d'Amérique latine (après le lac Titicaca et le lac Maracaibo), et l'un des plus grands lacs d'eau douce du monde.

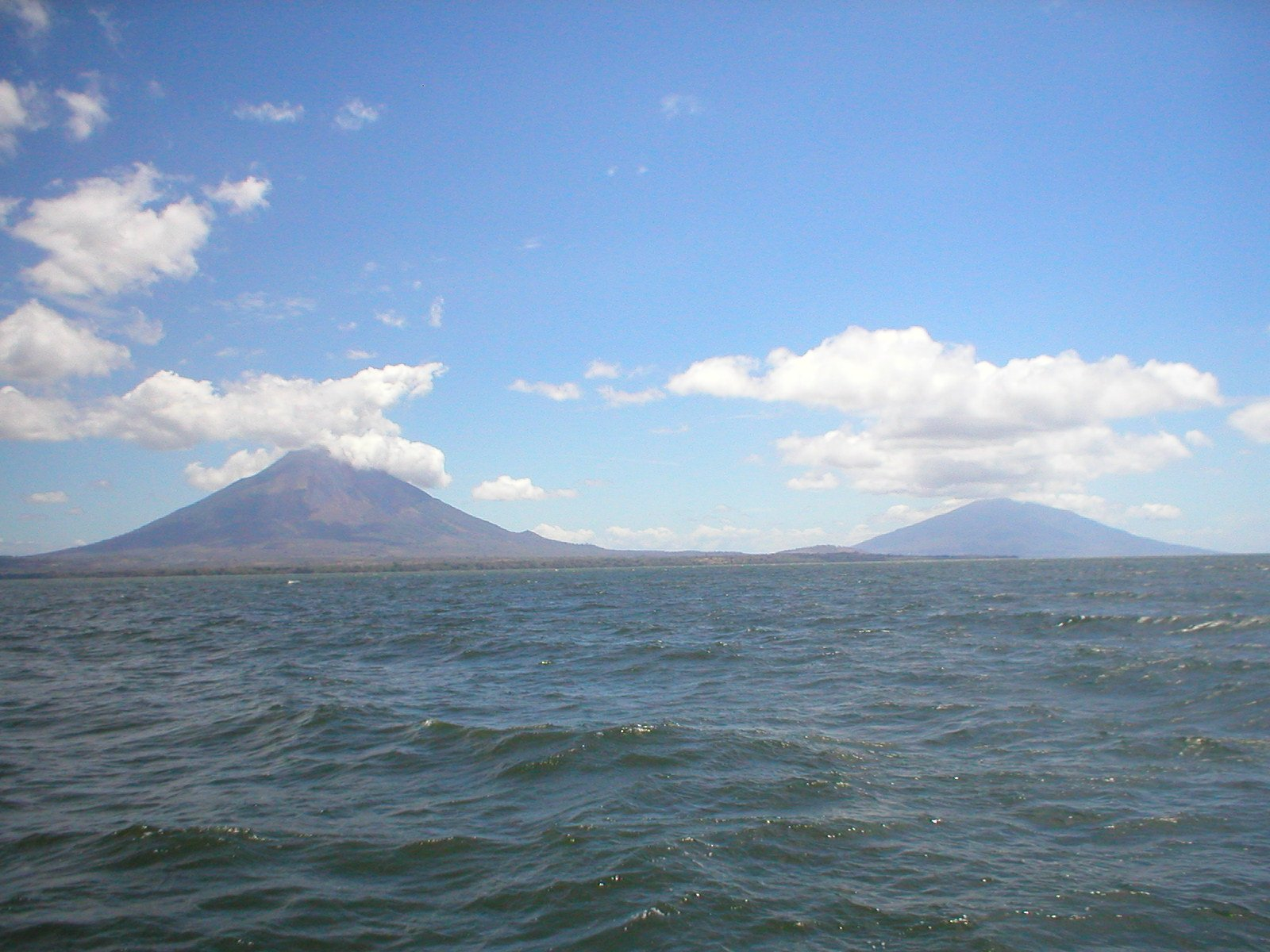
Île d'Ometepe, dans le lac Nicaragua.

Le lac abrite plusieurs îles dont l'île Ometepe et les îles Solentiname. Le lac est relié à la mer des Caraïbes par le fleuve San Juan. Il est si proche de l'océan Pacifique qu'on peut apercevoir ce dernier du sommet de l'île Ometepe.
Cette proximité avec l'océan Pacifique a fait que, pendant un temps durant le XIXe siècle, il fut envisagé de profiter de cette configuration pour le percement d'un canal reliant le Pacifique à la mer des Antilles. Le percement aurait ensuite consisté soit en un canal suivant la vallée du río San Juan jusqu'à la mer des Caraïbes à l'est, soit en l'utilisation du cours du fleuve, réputé navigable tout au long de son cours. Cette solution aurait cependant probablement nécessité des aménagements coûteux pour permettre le passage de navires de gros tonnage.
Pour diverses raisons, parmi lesquelles la longueur des percements ou des aménagements envisagés (au moins 130 km pour le Nicaragua contre 77 km seulement au Panama), les investisseurs préférèrent finalement la solution du percement de l'isthme de Panama.
Le projet d'un second canal interocéanique traversant le Nicaragua refait toutefois périodiquement surface. Le projet le plus crédible dont il était question en 2003 se heurte à des obstacles liés à son coût élevé (20 à 25 milliards de dollars américains, alors que le budget annuel du pays avoisine le milliard de dollars) mais aussi à l'impact sur l'environnement.
Le projet de canal du Nicaragua resurgit en 2013 sous l'égide d'un consortium chinois. Les études d'impact ont commencé en décembre 2014.

## Climat
Le lac est périodiquement le théâtre de violentes tempêtes.

## Faune et flore
On peut trouver des requins bouledogues dans le lac Nicaragua, qui sont d'ordinaire des animaux marins. En effet, ils possèdent la capacité de s'acclimater aux eaux hyposalines. Initialement, les scientifiques pensaient que le requin du lac Nicaragua était une espèce endémique (Carcharhinus nicaraguensis). Mais depuis 1961 il est prouvé qu'il s'agit bien de requins bouledogues venus de l’océan qui, périodiquement, remontent le cours du río San Juan,.